# ブルンジの国章
ブルンジの国章（ブルンジのこくしょう）は、中部アフリカの国、ブルンジ共和国の国章。独立から4年後の1966年に制定された。
国章は、赤地に黄色い縁取りの盾と三本の槍で構成されている。盾にはライオンの頭が描かれている。盾の裏側には、アフリカの伝統的な槍が三本交差して描かれている。盾の下部にはブルンジの標語である「Unité, Travail, Progrès（統一、労働、進歩）」がリボンの上に書かれている。

ルアンダ＝ウルンディの国章（1922年から1959年まで）
1962年から1966年11月28日までのブルンジ王国の紋章